# 大島破竹郎
大島 破竹郎（おおしま はちくろう、1882年（明治15年）12月20日 - 1953年（昭和28年）6月12日）は、日本の官僚。佐賀県知事、高知県知事、郡山市長を歴任した。

## 生涯
福島県若松町に生まれる。会津中学、一高を経て、1908年（明治42年）東京帝国大学を卒業。同年文官高等試験に合格した。合格者106名中の首席は後藤文夫で、大島の席次は8番である。

### 官僚として
大島の官歴は大蔵属に始まる。警視庁方面監察、兵庫県事務官などを経て、1914年（大正3年）以後群馬県警察部、石川県警察部、熊本県警察部、佐賀県警察部で県警察部長を務める。1921年（大正10年）からは、徳島県、朝鮮総督府忠清南道の内務部長を歴任した。岡山県内務部長を務めた後休職となったが、1927年（昭和2年）、佐賀県知事に就任。翌年の1928年（昭和3年）には高知県知事に就任。その後は南洋興発傘下の南太平洋貿易で役員を務める。太平洋戦争最中の1942年（昭和17年）に郡山市長に就任。戦前最後の市長となった。戦後、公職追放となり、追放解除後の1953年6月12日、駿河台日本大学病院にて脳出血により死去。

### 知事・市長
大島は田中義一内閣の下で起用された政友会系の知事であったが、佐賀県では民政党の勢力が強く、県政運営は難航した。政友会の政策に沿って前年度予算から一割以上拡大した予算を編成し、佐賀師範学校の男女校分離、窯業試験場の設置などを実施した。高知県知事への転任は古河銀行の整理に手腕を認められたためであったが、高知県でも政友会と民政党の対立は激化しており、積極財政の予算編成となった九月議会では議長問題を巡って、県会議員の拉致騒動が起きている。1929年（昭和4年）7月の民政党濱口雄幸内閣誕生による地方官の異動が行われ任を解かれた。郡山市長時代は図書館設置のほか、学童疎開の受入、建物強制疎開などが行われたが、四度の空襲で530名の犠牲者が出た。日本国憲法が公布された4日後に退任。

## エピソード
｢斗酒なお辞せず｣といわれた酒豪で、豪放な性格であった。妻は日露戦争で第五師団参謀長を務めた陸軍少将児島八二郎の次女、君子。黒河内四郎は中学の同級生、一高、東大、大蔵省と同じ道を歩んだ大久保偵次（大蔵省銀行局長）は文官高等試験同期合格で、ともに会津会会員である。